# Yankton Indijanci
Yankton (Nakota), jedno od sedam plemena Sioux Indijanaca u 17. stoljeću naseljeno u sadašnjoj južnoj Minnesoti, gdje su živjeli od lova, poljoprivrede i sakupljanja. Kroz 17. stoljeće Yanktoni su indirektno pod pritiskom bijelaca potisnuti jugozapadno u područje otvorenih prerija, u jugoistočnu Južnu Dakotu. Početkom 1830.-tih razne bolesti i kasniji nestanak bizona, kao i ratovi s neprijateljskim prerijskim plemenima dovodi do propadanja ove zajednice. U to vrijeme bilo ih je oko 3,000. Negdje 1860. Yanktoni prepuštaju svoju prerijsku domovinu Sjedinjenim Državama, pa su smješteni na rezervate u Sjevernoj i Južnoj Dakoti. Danas žive na rezervatima Crow Creek i Yankton u Južnoj Dakoti i nešto na rezervama u južnoj Kanadi. 

## Kultura
Dolaskom na preriju Yanktoni postaju lovci na bizona, ali uzgajaju i kukuruz, grah, squash-tikve i drugu kulturu. Yanktoni su organizirani u osam bandi, od kojih se svaka sastoji od patrilinearnih klanova. Vijeće bande sastoji se od nasljednog poglavice i klanskih starješina. Postoji vjera u Velikog duha Wakan Tanka. Mrtve sahranjuju na u zemlji ili na podignutim skelama.

## Bande:
- 1, Chankute,  (Tcan-kute, Can kute), Shoot-in-the-woods;
- 2, Chagu (Tcaxu, Cagu), Lights ili lungs;
- 3, Wakmuhaoin (Wakmuha-oin, Wakmuha oin), Pumpkin-rind-earring;
- 4, Ihaisdaye, Mouth-greasers;
- 5, Wacheunpa (Watceunpa, Waceunpa), Roasters;
- 6, Ikmun (Ikmun), neka vrsta mačke (ris, pantera, ili divlja mačka);
- 7, Oyateshicha (Oyate-citca, Oyate-sica), Bad-nation;
- 8, Washichunchincha (Wacitcun-tcintca, Wasican-cinca) /suvremena banda/.

## Vanjske poveznice
- Yankton Indian Tribe History
- Information on the Yankton Sioux Indians